# Co-operation Ireland
Co-operation Ireland ist eine unpolitische und nicht konfessionelle Wohltätigkeitsorganisation, die sich für Frieden und Versöhnung in Nordirland und der Republik Irland einsetzt. Ein Großteil der Arbeit von Co-operation Ireland konzentriert sich darauf, die beiden größten Gemeinschaften in Nordirland durch Programme wie das Civic-Link-Programm zusammenzubringen.

## Verwaltung
Co-operation Ireland ist eine Wohltätigkeitsorganisation, die von einem ehrenamtlichen Vorstand unter der gemeinsamen Schirmherrschaft von Königin Elizabeth II. und dem irischen Staatspräsidenten Michael D. Higgins geleitet wird. Christopher Moran ist der Vorsitzende der Organisation, der zuvor Vorstandsvorsitzender von Co-operation Ireland GB war. Für seinen Beitrag zur Friedenskonsolidierung in Irland und zur Förderung der anglo-irischen Beziehungen wurde er von der Universität Ulster mit einem Doktortitel ausgezeichnet. Der Vorstand wird von fünf Unterausschüssen unterstützt: Audit, Finanzen und Verwaltung, Vorsitz, Strategie und Geschäftsentwicklung sowie Kommunikation, Marketing und Fundraising. Die Organisation hat sowohl in Nordirland als auch in der Republik Irland den Status einer gemeinnützigen Einrichtung.

## Geschichte
Die Organisation trug ursprünglich den Namen Co-operation North und wurde 1979 von dem irischen Geschäftsmann Brendan O’Regan gegründet. Seine Ziele waren die Förderung der Versöhnung zwischen den protestantischen und katholischen Gemeinschaften in Nordirland sowie die Förderung des Dialogs und der Verständigung zwischen Nordirland und der Republik Irland. Königin Elizabeth II. und Präsidentin Mary Robinson wurden 1995 die gemeinsamen Schirmherrinnen von Co-operation North.
Eine Schwesterorganisation, Co-operation Ireland USA, wurde 1981 gegründet und eröffnete 1982 ein Büro in Belfast.
1998, nach der Unterzeichnung des Karfreitagsabkommens, wurde Co-operation North in Co-operation Ireland umbenannt, um den gesamtirischen Charakter der Arbeit der Wohltätigkeitsorganisation widerzuspiegeln.
Bekannt wurde die Wohltätigkeitsorganisation durch ihre jährliche „Maracycle“-Tour zwischen Belfast und Dublin, die erstmals im Juli 1984 stattfand. Seitdem haben über 50.000 Radfahrer daran teilgenommen.
Im Jahr 2000 fand in der Royal Albert Hall in London ein Galakonzert für den Frieden zur Unterstützung von Co-operation Ireland statt, an dem unter anderen die Künstler The Corrs, The Saw Doctors und B*Witched teilnahmen. Im Jahr 2005 nahmen Königin Elizabeth II. und Präsidentin Mary McAleese an einem feierlichen Abendessen in der Crosby Hall in London anlässlich des 25-jährigen Bestehens von Co-operation Ireland teil. Im Jahr 2012 ermöglichte die Organisation den Handschlag zwischen Elizabeth II. und dem stellvertretenden Ersten Minister Martin McGuinness. Im Jahr 2016 überreichte der irische Künstler Colin Davidson Elizabeth II. ein Porträt bei einer Veranstaltung von Co-operation Ireland, an der auch die Erste Ministerin Arlene Foster und der stellvertretende Erste Minister Martin McGuinness teilnahmen. Im März 2018 besuchten Prinz Harry und seine Verlobte Meghan Markle auf dem Gelände des ehemaligen Gefängnisses Maze/Long Kesh das Jugendprogramm „Amazing the Space“ der Organisation. Vor einem Freundschaftsspiel in Dublin im darauffolgenden November hielt Präsident Michael D. Higgins eine Rede beim Abendessen der Organisation zu Ehren der Fußballmannschaften Nordirlands und der Republik Irland.

## Programme
Civic-Link
Ein bildungsbasiertes Projekt, das Schulen aus Nordirland und der Republik Irland miteinander verbindet und Schülern die Möglichkeit gibt, gemeinsam an Projekten zu arbeiten, die sich mit Staatsbürgerschaft und staatsbürgerlicher Verantwortung befassen.
Pride of Place
Ein jährlicher Wettbewerb, der von Co-operation Ireland und einem Konsortium von Vertretern lokaler Behörden veranstaltet wird und als All-Island Local Authority Steering Forum bekannt ist. Im Rahmen des Wettbewerbs arbeiten die Menschen vor Ort zusammen, um Bürgerstolz in ihrer Gemeinschaft zu schaffen. Der Wettbewerb umfasst eine Reihe von Kategorien, die von kleinen Dörfern bis zu Städten reichen.
CORE (Community Outreach Reconciliation and Engagement)
Ein gemeinschaftsbasiertes Projekt für die Menschen in Inner East Belfast und Finglas South in Dublin. Die Teilnehmer aus Belfast kommen aus dem überwiegend katholischen Viertel Short Strand und aus dem überwiegend protestantischen Viertel Ballymacarrett. Das Projekt bringt Menschen aus diesen Gemeinschaften zusammen und ermutigt sie, miteinander zu arbeiten und voneinander zu lernen. Der George Best Community Cup ist Teil des CORE-Projekts.
Irish Peace Centres
Ein Projekt, das von vier Friedenszentren in Irland entwickelt wurde – dem Glencree Centre for Peace and Reconciliation, der Corrymeela Community, dem Donegal Centre at An Teach Ban und Co-operation Ireland.

## Fundraising
Co-operation Ireland wurde durch ihre jährliche Maracycle-Aktion bekannt. Die Unterstützer sammeln weiterhin Spenden durch Sportveranstaltungen wie den New York City Marathon und jährliche Fahrradwettbewerbe Radfahrwettbewerbe in Irland und im Ausland. Anlässlich des 40-jährigen Bestehens der Organisation fand 2019 eine Radfahrwettbewerb von Boston nach New York statt. Darüber hinaus werden jedes Jahr Gala-Dinner in London, Dublin und Belfast veranstaltet.